# Anna Reid
Anna Reid (1965) es una periodista y escritora británica cuyo trabajo se centra principalmente en la historia de Europa del Este.

## Biografía
Anna Reid tiene una licenciatura (B.A) en derecho en la Universidad de Oxford y una maestría (M.A) en Historia de Rusia de la Escuela de Estudios Eslavos y de Europa del Este de la University College London. Después de trabajar como consultora y periodista económica, se mudó a Kiev, donde, entre 1993 a 1995, fue corresponsal en Ucrania de los periódicos británicos The Economist y el Daily Telegraph. De 2002 a 2006 trabajó para el ThinkTank británico Policy Exchange, donde se dedicaba a editar varias de sus publicaciones y a dirigir el programa de asuntos exteriores.

## Obras
Reid ha publicado tres libros sobre la historia de Europa del Este: Borderland: a journey through the history of Ukraine (”Tierra de frontera: un viaje por la historia de Ucrania”), The Shaman's Coat: A Native History of Siberia y Leningrad: The Epic Siege of World War II: 1941-1944. Los críticos la han elogiado por sus narrativas altamente descriptivas de los lugares que estudia.
Ha recibido elogios por su tercer libro sobre Leningrado, que es el primer libro del siglo XXI que trata sobre el Sitio de Leningrado (actualmente San Petersburgo) por parte de los alemanes y finlandeses entre 1941 y 1944. En su uso de fuentes primarias recién descubiertas sobre los sucesos del sitio, que incluyen diarios privados de ciudadanos comunes que sufrieron frío y hambre durante el invierno de 1941-1942, el libro ha sido llamado «una crónica implacable del sufrimiento».
Su libro más reciente, A Nasty Little War: The Western Intervention into the Russian Civil War, que narra la intervención aliada en la guerra civil rusa, se publicó en 2023.

## Obras publicadas

### En inglés
- — (2000). Borderland: a journey through the history of Ukraine. Westview Press. ISBN 0-8133-3792-5.
- — (2003). The Shaman's Coat: A Native History of Siberia. Bloomsbury Publishing. ISBN 0-8027-7676-0.
- — (2011). Leningrad: The Epic Siege of World War II: 1941-1944. Bloomsbury Publishing. ISBN 978-0-8027-1594-4.
- — (2024). A Nasty Little War: The Western Intervention into the Russian Civil War. Basic Books. ISBN 978-1-5416-1966-1.

### En español
- — (2003). El manto del chamán: una historia indígena de Siberia (1.ª edición). Ariel. ISBN 84-344-6675-9. OCLC 51976098.
- — (2022). Leningrado, El asedio más épico de la Segunda Guerra Mundial. Debate. ISBN 9788418619373.